# Королевский парк (станция)
Королевский парк (англ. Queen's Park) — пересадочная станция линии «Бейкерлоо» лондонского метро и линии Уотфорд DC лондонской надземной сети, расположенная в южной части Салусбери-роуд, неподалёку от юго-восточного края общественного парка, в честь которого назван район, ныне известный как Парк Куинс. Станция находится во второй тарифной зоне.

## История
2 июня 1879 года — открытие станции «Лондонской и Северо-Западной железной дорогой» (англ. London and North Western Railway, LN&WR) на линии, соединяющей Лондон и Бирмингем.
11 февраля 1915 года открыты платформы станции на линии «Бейкерлоо».

## Трафик

### Линия «Бейкерлоо»
Трафик по линии составляет от 18 (по воскресеньям) до 22 (часы пик) пар поездов в час (п/ч). Схема движения по станции по будним дням в нерабочее время и в течение всего дня по субботам, выглядит следующим образом:
- 20 пар поездов в час (п/ч) до станции «Элефант-энд-Касл[англ.]» (южное направление).
- 6 пар поездов в час (п/ч) до станции «Харроу-энд-Уэлдстон[англ.]» через «Стоунбридж-парк[англ.]» и «Королевский парк» (северное направление);
- 3 пары поездов в час (п/ч) до станции «Стоунбридж-парк[англ.]» через «Королевский парк» (северное направление);
- 11 пар поездов в час (п/ч) до станции «Королевский парк» (северное направление);

Пиковое обслуживание в будние дни осуществляется с одной либо двумя дополнительными парами поездов в час на участке «Королевский парк» — «Элефант-энд-Касл», а по воскресеньям в течение дня на участок «Королевский парк» — «Элефант-энд-Касл» выдаётся на две пары поездов в час меньше, чем в не пиковом графике.

### Линия надземного метро Лондона
- 4 пары поездов в час (п/ч) до станции «Юстон»
- 4 пары поездов в час (п/ч) до станции «Уотфорд-Джанкшен»

## Иллюстрации

Станция «Королевский парк»
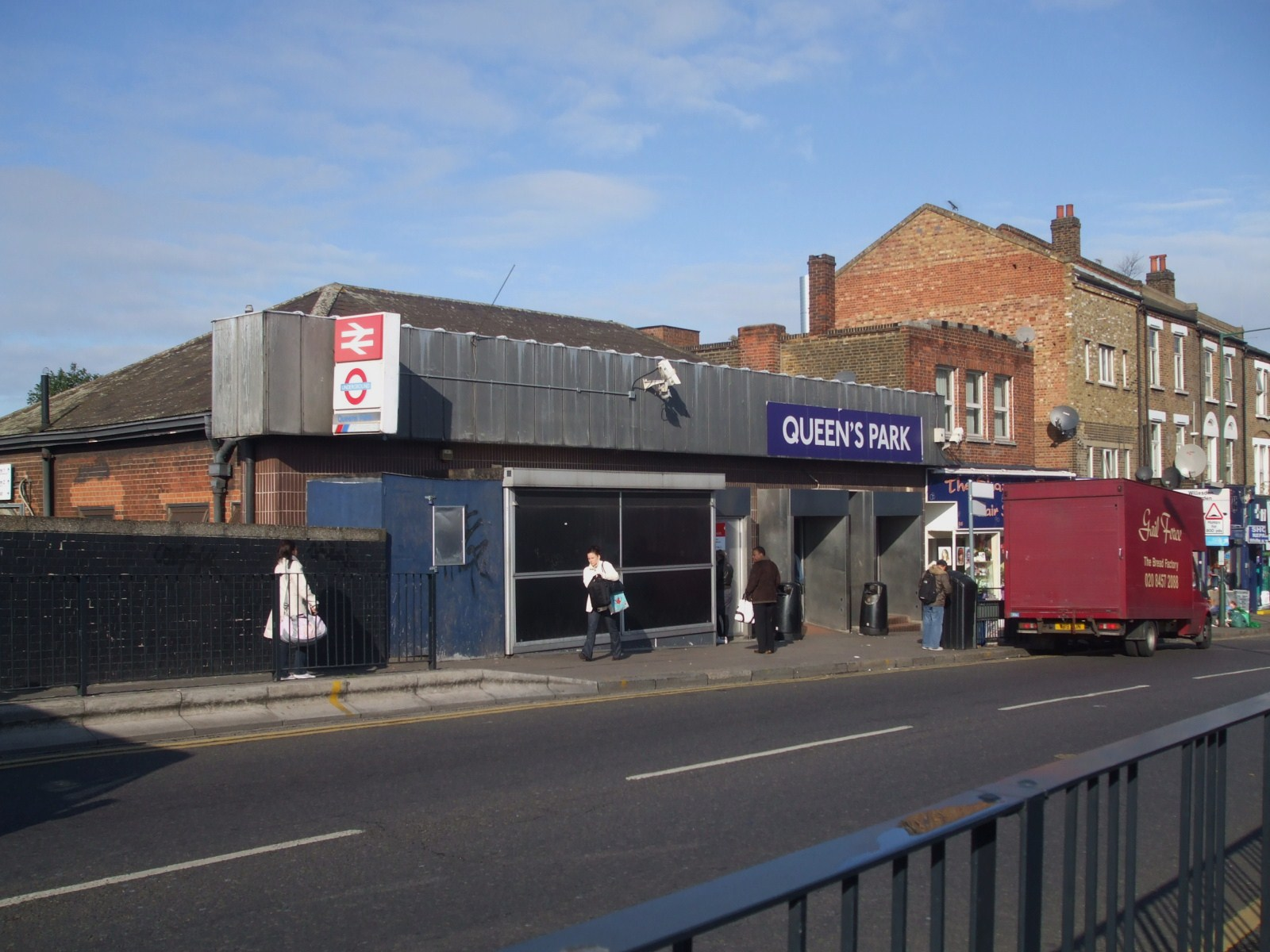
Вестибюль на эстакаде
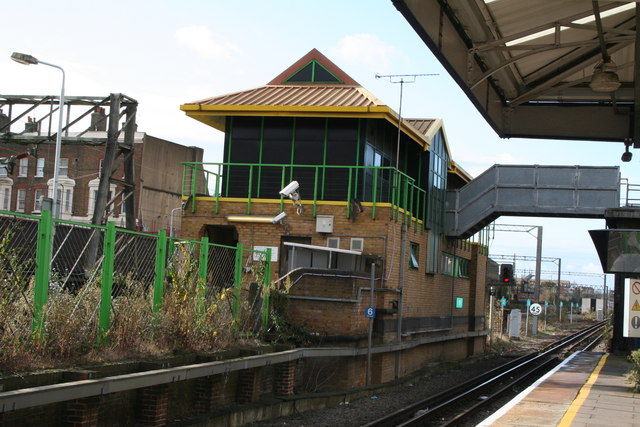
Выход на платформу
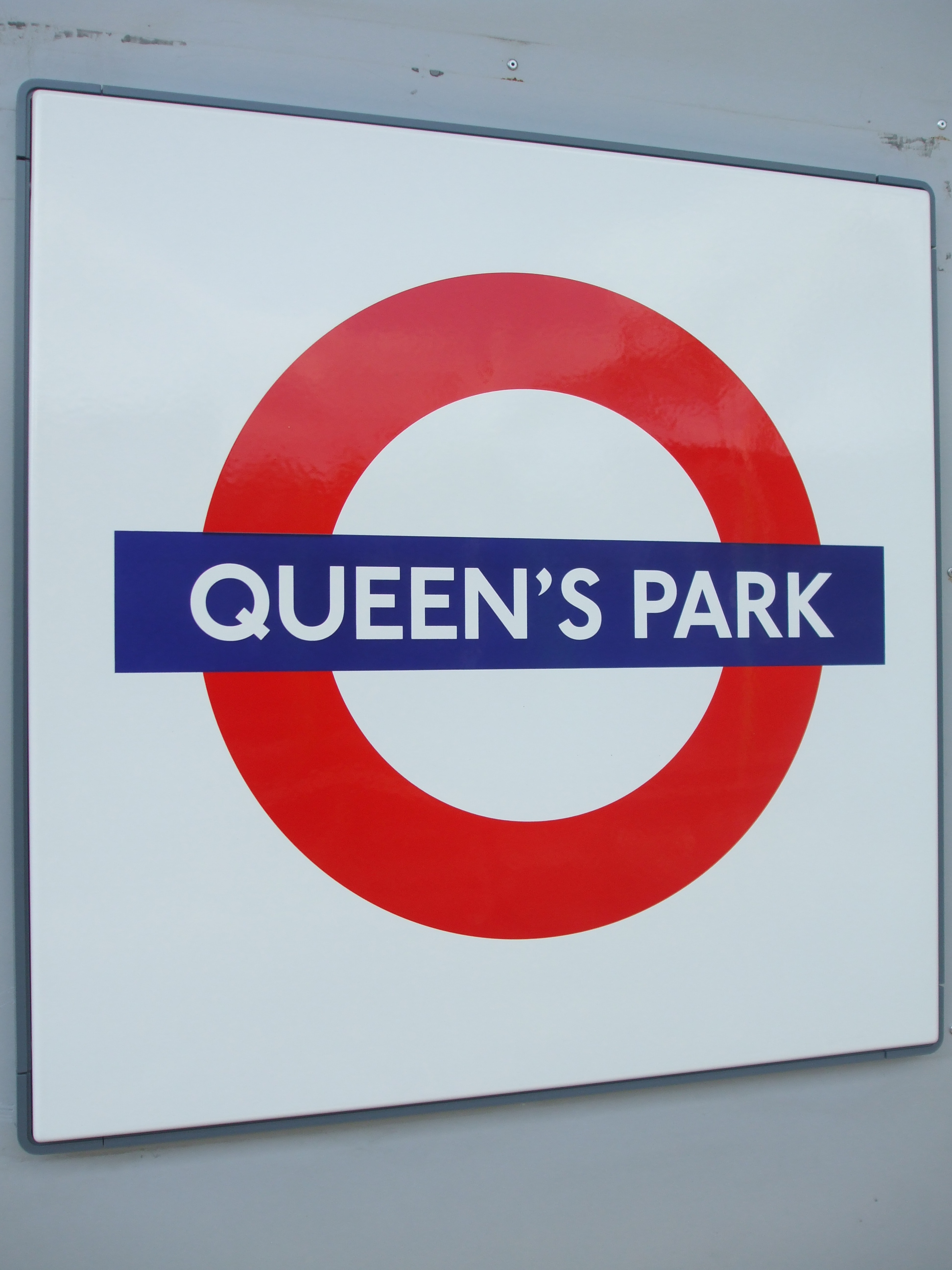
Рондель
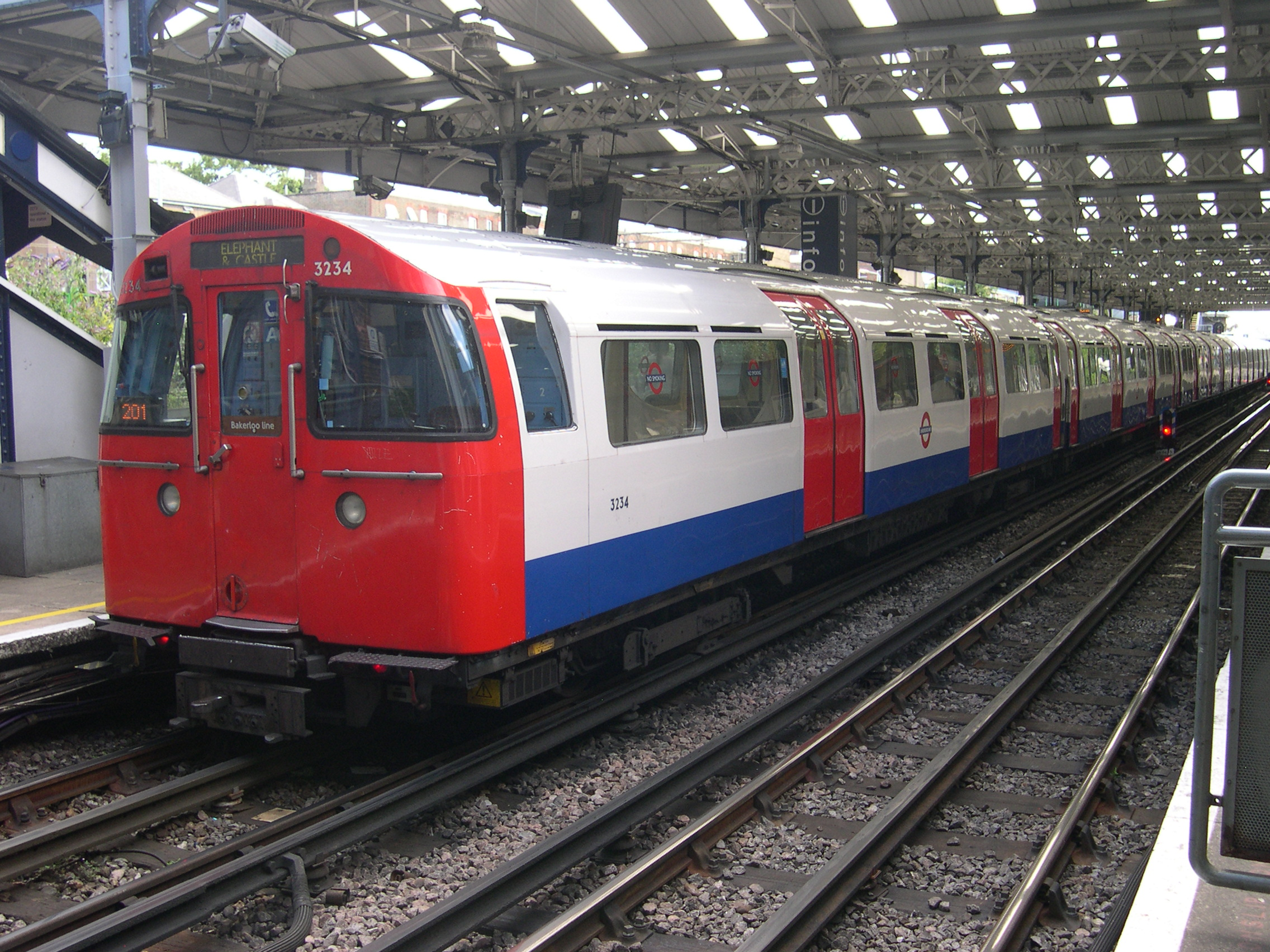
Состав 1972 серии («Бейкерлоо»)
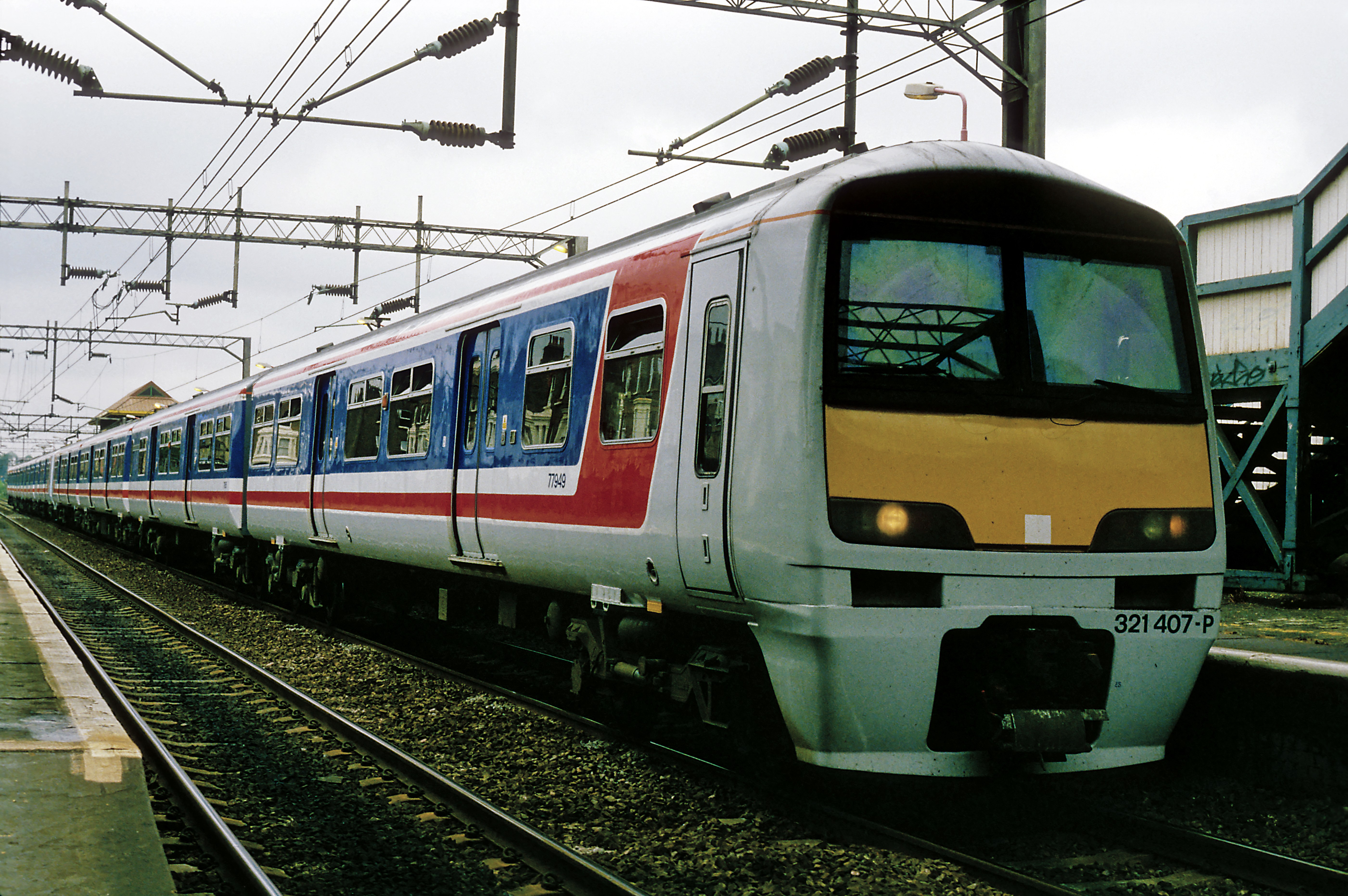
Пригородный поезд
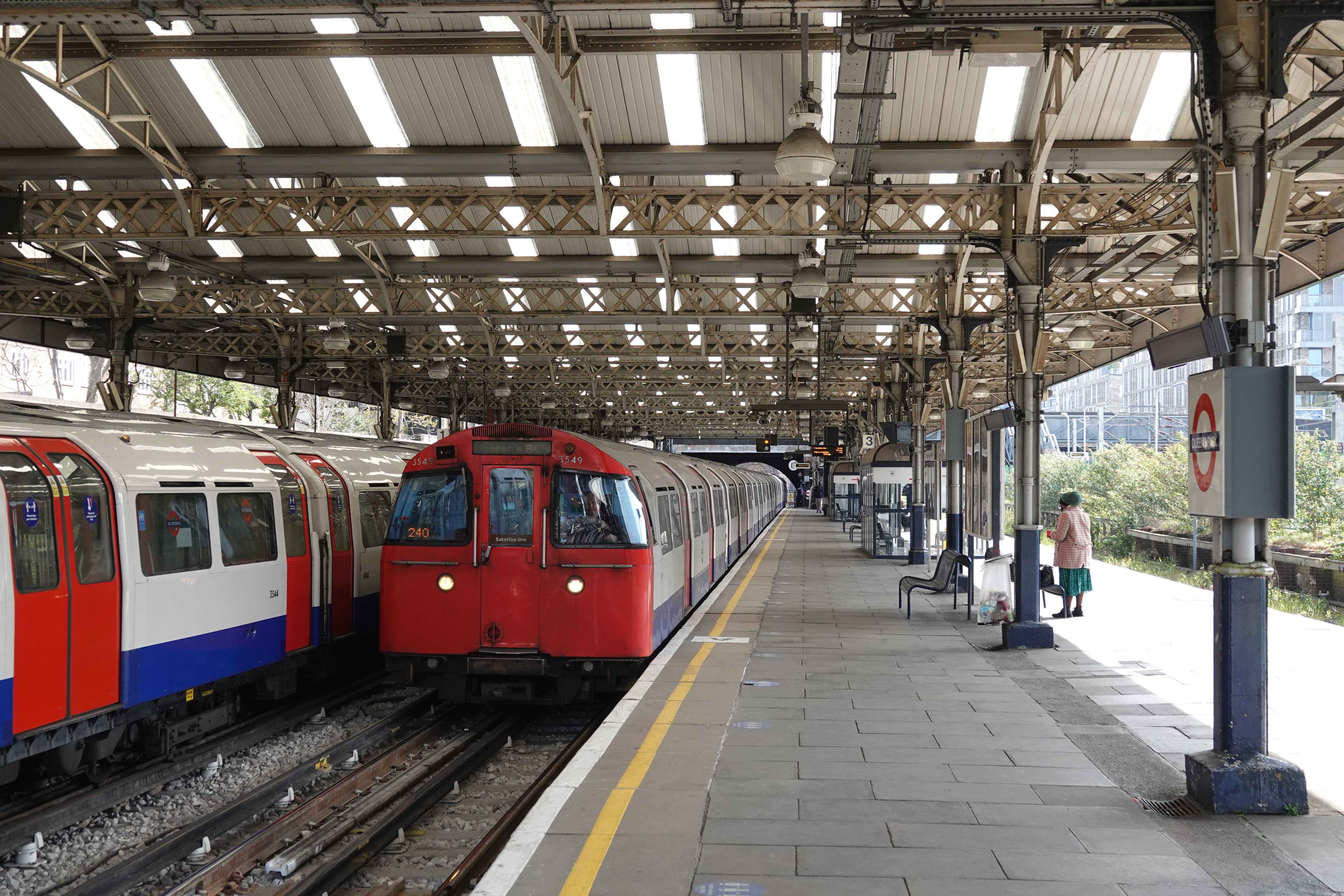
Кросс-платформа
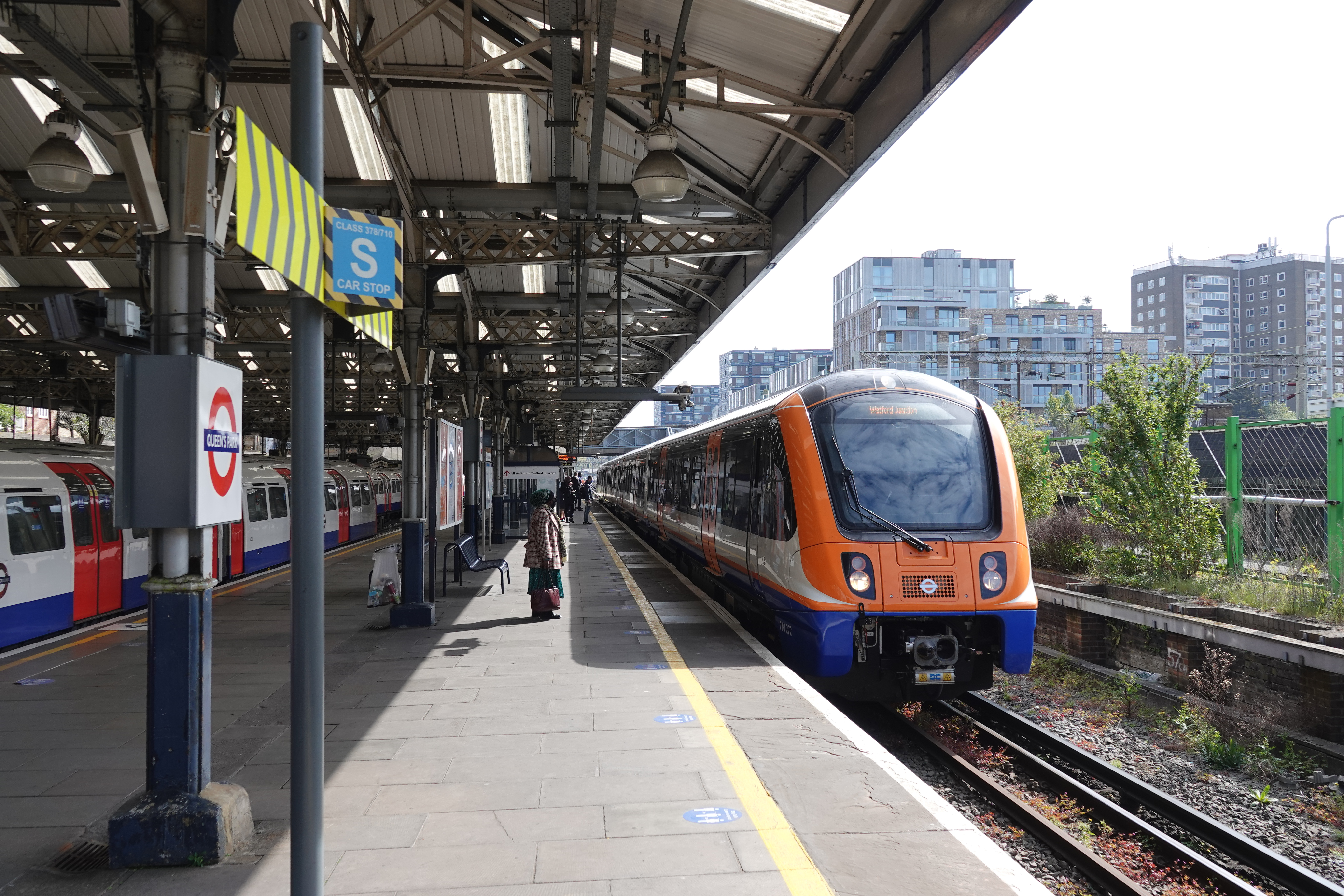
Состав надземного метро